# Tepidicella
Tepidicella es un género de bacterias gramnegativas de la familia Comamonadaceae. Actualmente (2024) sólo hay una especie descrita: Tepidicella xavieri. Fue descrito en el año 2006. Su etimología hace referencia a célula viviendo en un ambiente cálido. El nombre de la especie hace referencia al bioquímico portugués António V. Xavier.  Es aerobia y móvil por flagelo polar. Tiene un tamaño de 0,5-1 μm de ancho por 1-2 μm de largo. Catalasa y oxidasa positivas. Forma colonias de color blanco. Temperatura de crecimiento entre 25-55 °C, óptima de 45 °C. Se ha aislado de una fuente hidrotermal en las Islas Azores. 